# Рыжая атрихия
Рыжая атрихия, или рыжая кустарниковая птица (лат. Atrichornis rufescens) — редкий вид птиц семейства атрихий. Эндемик Австралии.
Птица размером от 16 до 21 сантиметра и весом 30 грамм имеет коричневое верхнее оперение хвоста, брюхо светло-коричневое сверху, оранжевое снизу. Горло окрашено в белый цвет. По всему телу тянутся длинные чёрные полосы. Верхняя часть клюва чёрная, нижняя часть светлее. Хвост широкий, а ноги сильные. Самцы немного крупнее самок и имеют более тёмное пятно на горле и груди.
Хотя эти птицы могут хорошо летать, они проводят большую часть времени на земле, в густом подлеске в поисках мелких насекомых и других беспозвоночных. Птицы имеют очень громкий, скрипучий голос и имитируют множество звуков своего окружения. Самцы издают громкие, похожие на болтовню звуки. Максимальная продолжительность жизни птиц — около 9 лет. Птицы верны своему участку обитания и энергично защищают его от чужаков.
Эти птицы встречаются только в очень маленькой области на северо-востоке Нового Южного Уэльса и юго-востоке Квинсленда. Там они обитают в умеренных дождевых и эвкалиптовых лесах у воды на высоте более 600 м над уровнем моря.
Шарообразное гнездо на земле, с боковым входом, птицы строят из древесных волокон, которые они перерабатывают в своеобразный картон. В нём самка откладывает только одно серо-жёлтое или ржаво-коричневое яйцо с коричневыми пятнами. Период инкубации составляет 36—38 дней, период гнездования неизвестен. Сезон размножения весной или в начале лета.
Уже в период с 1842 по 1889 год этот вид стал настолько редким, что считалось, что он вымер в 1889 году. В 1961 году экземпляры и гнёзда этого вида были вновь обнаружены возле Албани. Основной причиной редкости этих птиц является потеря среды обитания из-за строительства дорог, населённых пунктов и природных пожаров. Чтобы защитить вид в его среде обитания были определены несколько охраняемых территорий, и в настоящее время осуществляется программа мониторинга и наблюдения.
Численность популяции:
- 1970 год — 43 пары
- 1974 год — 74 пары
- 1983 год — 138 пар
- 2004 год — около 300 пар
- 2012 год — около 12000 пар